# Cyanotis loureiroana
Cyanotis loureiroana là một loài thực vật có hoa trong họ Commelinaceae. Loài này được (Schult. & Schult.f.) Merr. mô tả khoa học đầu tiên năm 1923.